# Franz Reder-Broili
Franz Reder-Broili (* 28. Oktober 1854 in Mellrichstadt/Unterfranken; † 27. Juni 1918 in München) war ein deutscher Maler. Zu seinen Lehrern gehörten Johann Georg Hiltensperger, Ludwig von Löfftz und Otto Seitz. Er arbeitete und wirkte hauptsächlich in München. Man kann ihn als Vorläufer der Dachauer Schule einschätzen. Er konzentrierte sich auf Landschaften, wobei er einen imposanten Stil durchhielt. Er gehörte zur alteingesessenen Familie Reder, zu der auch der Landschaftsmaler und Dichter Heinrich von Reder und der Freiheitskämpfer Ignaz Reder gehörten.